# Willi Koslowski
Pour les articles homonymes, voir Koslowski.
Willi Koslowski, né le 17 février 1937 à Gelsenkirchen en Rhénanie-du-Nord-Westphalie et mort le 11 juillet 2024, est un footballeur international allemand, qui joue au poste d'attaquant, entre 1954 et 1974.

## Biographie

### Carrière en club
Avec le club de Schalke 04, il joue sept matchs en Coupe d'Europe des clubs champions. Lors de cette compétition, il inscrit un but face à l'équipe anglaise de Wolverhampton. Schalke s'incline en quarts de finale face à l'Atlético Madrid.

### Carrière en sélection
Avec l'équipe de RFA, il joue 3 matchs (pour un but inscrit) en 1962. 
Il joue son premier match en équipe nationale le 11 avril 1962 contre l'Uruguay, rencontre au cours de laquelle il inscrit un but.
Il figure dans le groupe des sélectionnés lors de la Coupe du monde de 1962. Lors du mondial organisé au Chili, il joue un match contre la Suisse.